# Heavy Stereo
Heavy Stereo fue una banda de rock británica que estuvo activa a mediados de los años 1990. Fueron conocidos por su sonido estilo Glam rock y por su álbum Deja Voodoo. También se los reconoce por su líder, Gem Archer, quién fue guitarrista de Oasis, hasta su separación en 2009, y Beady Eye, hasta su separación a fines de 2014.

## Carrera
Heavy Stereo fue liderada por el cantante, guitarrista rítmico, compositor y productor Gem Archer, quién luego se integraría a Oasis. La banda fue notoriamente influenciada por el glam rock de los años 1970, lo que incluye a artistas como Gary Glitter, The New York Dolls, y Sweet. En 1996 publicaron Deja Voodoo, su álbum debut. El grupo se disolvió en 1999 cuando Archer fue llamado por Oasis para reemplazar a Paul "Bonehead" Arthurs en el Standing on the Shoulder of Giants Tour.
Archer participó en Beady Eye, hasta su ruptura en 2014, banda que formó con Liam Gallagher y Andy Bell tras la separación de Oasis en 2009, mientras el baterista Nick Jones está en el grupo de garage rock The Jim Jones Revue.

## Miembros
- Gem Archer – Cantante, guitarra, piano
- Nez – Bajo
- Pete Downing – Guitarra
- Nick Jones – Batería, acompañamiento vocal, percusión

## Discografía

### Álbumes
- Deja Voodoo (septiembre de 1996)

1. "Chinese Burn"
2. "Cartoon Moon"
3. "Deja Voodoo"
4. "Tell Yer Ma"
5. "Crown Of Thoughts"
6. "Mouse In A Hole"
7. "Bangers And Mash"
8. "Deep Fried Heart"
9. "Reaching For Heaven"
10. "Keep Up"
11. "Planet Empty"
12. "Shooting Star"

- B-Sides & Singles (enero de 2010)

1. "Sleep Freak"
2. "Smiler"
3. "Cartoon Moon" (Acústico)
4. "Magic Sponge"
5. "No Small Print"
6. "Worm Brain"
7. "Big Apple Pie"
8. "Freedom Bug"
9. "Pleasure Dip"
10. "Wondefools"
11. "The Gift" (Cover de The Jam)

### Posición en las listas
- "Sleep Freak" (1995) - UK Nº46
- "Smiler" (1995) - UK Nº46
- "Chinese Burn" (1996) - UK Nº45
- "Mouse in a Hole" (1996) - UK Nº53[5]